# Banksula tuolumne
Banksula tuolumne is een hooiwagen uit de familie Phalangodidae. De wetenschappelijke naam van Banksula tuolumne gaat terug op Briggs.